# Iceape
Iceape foi uma suíte de Internet de código aberto exclusivamente destinado às distribuições Linux baseadas no Debian. É idêntico ao Seamonkey, que não pode ser distribuido juntamente com o Debian por ter a marca e o ícone patenteados pela Fundação Mozilla, uma vez que o conteúdo distribuído com o Debian deve ser totalmente livre. O nome foi proposto por oposição ao significado da palavra Seamonkey (literalmente, "macaco do mar"). "Iceape" significa literalmente "macaco de gelo".

## Diferenças em relação ao Seamonkey
Diferentemente do Seamonkey, o Iceape contém somente softwares livres por definição. Por causa disso:
- Foram trocadas as figuras proprietárias por figuras livres;
- Foi removido o sistema de relato de bugs e falhas;
- Agora é usado o serviço de busca de plugins livres.

Além disso, foram também adicionadas algumas novas funções de privacidade, como por exemplo:
- Proteção contra imagens de dimensão zero que tentam criar novos cookies;
- Advertência contra redirecionamento de URLs.